# Ludwik Wejher (zm. 1656)
Ludwik Wejher (Weyher, Weiher) (zm. 18 lutego 1656 roku) – pułkownik od 1647, kasztelan elbąski od 1648, wojewoda pomorski od 1649, starosta skarżewski i wałecki, starosta nowodworski w 1650 roku.

## Życiorys
Pochodził z osiadłej w Prusach Królewskich rodziny szlacheckiej Wejherów herbu własnego, był czwartym synem wojewody chełmińskiego Jana i Anny ze Szczawińskich, bratem Mikołaja i Jakuba. Jak większość członków jego rodu poświęcił się karierze wojskowej. Podczas wojny trzydziestoletniej walczył w wojskach ligi katolickiej na terenach Niemiec i Francji. Wziął udział wojnie polsko -szwedzkiej 1626-1629.

W 1645 poślubił Katarzynę Jadwigę z Denhoffów, córkę wojewody pomorskiego Gerarda Denhoffa. 

W listopadzie 1648, podczas powstania chmielnickiego dowodził skuteczną obroną Zamościa przed wojskami kozackimi i tatarskimi. Był uczestnikiem bitwy pod Beresteczkiem. W 1655 podczas najazdu szwedzkiego razem z bratem Jakubem organizował obronę Pomorza, bracia obsadzili wystawioną własnym kosztem piechotą m.in. Świecie i Tczew.
Zmarł 14 marca 1656 podczas obrony Malborka, w czasie oblężenia twierdzy przez wojska Karola X Gustawa, króla Szwecji.
Postać Ludwika Wejhera pojawia się w Ogniem i mieczem Henryka Sienkiewicza jako obrońcy Zamościa (zgodnie z prawdą historyczną); pod jego komendą w tym czasie znajdowała się chorągiew powieściowego Jana Skrzetuskiego.
Wspomniany jest też w Potopie, gdzie walczy ze Szwedami w obronie Malborka.